# PostmarketOS
postmarketOS, es un sistema operativo de software libre y de código abierto en desarrollo ante todo para teléfonos inteligentes y tabletas, basado en Alpine Linux.
Puede usar diferentes interfaces de usuario, por ejemplo Plasma Mobile, Hildon, LuneOS UI, MATE, GNOME 3 y XFCE. El proyecto apuntan a dar un ciclo de vida de diez años a los teléfonos inteligentes.